# Ophiomorus
Genre
Ophiomorus est un genre de sauriens de la famille des Scincidae.

## Répartition
Les espèces de ce genre se rencontrent en Grèce, au Moyen-Orient, en Asie centrale et dans l'ouest de l'Asie du Sud.

## Liste des espèces
Selon The Reptile Database (31 octobre 2012) :
- Ophiomorus blanfordi Boulenger, 1887
- Ophiomorus brevipes (Blanford, 1874)
- Ophiomorus chernovi Anderson & Leviton, 1966
- Ophiomorus kardesi Kornilios, Kumlatas, Lymberakis & Ilgaz, 2018
- Ophiomorus latastii Boulenger, 1887
- Ophiomorus maranjabensis Kazemi, Farhadi Qomi, Kami & Anderson, 2011
- Ophiomorus nuchalis Nilson & Andren, 1978
- Ophiomorus persicus (Steindachner, 1867)
- Ophiomorus punctatissimus (Bibron & Bory De St. Vincent, 1833)
- Ophiomorus raithmai Anderson & Leviton, 1966
- Ophiomorus streeti Anderson & Leviton, 1966
- Ophiomorus tridactylus (Blyth, 1853)

## Étymologie
Le nom de ce genre, Ophiomorus, vient du grec οφις, « serpent », et ομορος, « voisinage », soit « qui ressemble à un serpent ».

## Publication originale
- Duméril & Bibron, 1839 : Erpétologie Générale ou Histoire Naturelle Complète des Reptiles. vol. 5, Roret/Fain et Thunot, Paris, p. 1-871 (texte intégral).